# Leopold Melichar
Pour les articles homonymes, voir Melichar.
Leopold Melichar (1856–1924) est un entomologiste morave. Il s'est principalement intéressé aux hémiptères.
Sa collection est conservée au Moravske Museum, à Brno en République tchèque.

## Publications

### 1900
- Melichar L., 1900. Beitrag zur Keinntniss der Homopteren-Fauna von Sibirien und Transbaikal. Wiener Entomologische Zeitung.

### 1901
- Melichar L., 1901. Monographie der Acanaloniiden und Flatiden (Homoptera). I. Theil. Annalen des Naturhistorischen Museums in Wien.

### 1915
- Melichar L., 1915. Monographie der Lophopinen. Annales Historico-Naturales Musei Nationalis Hungarici 13: 337–385.

### 1923
- Melichar L., 1923. Homoptera: fam. Acanaloniidae, Flatidae et Ricaniidae. PAG Wytsman.

### 1926
- Melichar L., 1926 (†). Monographie der Cicadellinen. III. Annale Musei Nationalis Hungarici 23: 273–394.